# 曹陽 (足球教練)
曹陽（1962年12月—），中国足球教练，退役足球运动员。曹阳祖籍黑龙江省，生于广东省兴宁县（今广东省梅州市代管的兴宁市）。球员时代，曹阳司职后卫，随广东省队获得四运会男足少年组冠军，之后入选中国国青队，与广东省足球队参加了五运会、六运会足球比赛，两次出战省港杯。退役之后，曹阳执教广东日之泉五年，带队从中国足球乙级联赛打入中国足球甲级联赛，卸任主教练之后出任俱乐部总经理，一年内两次担任代理主教练，带领球队保级成功。他还在2009年十一运会带领的广东队杀入决赛、摘得银牌。2013年，曹阳加盟新成立的梅州客家，出任主教练，冲击中甲失败后改任总经理，并在2016年出任代理主帅。

## 球员生涯
曹阳早年就读兴宁城镇三小、兴宁一中。1973年，他加入兴宁县业余体育学校足球班。1978年升入广东省足球三队。1979年，曹阳随广东省队获得四运会男足少年组冠军。四运会后，他入选中国国青队。他曾两次为国出征，在尼泊尔、新加坡比赛。1980年，他被上调至广东青年队。1981年，曹阳进入广东省足球队。随后代表省队参加了五运会、六运会足球比赛。他还两次参加省港杯足球赛。
曹阳原本司职边前卫，后来改打边后卫和中后卫。他擅长助攻，抢断凶狠，有“拼命三郎”之称。

## 退役之后

### 广东日之泉
退役之后，曹阳继续从事足球工作。2000年，他加盟广东足协竹料基地。2004年，上级指派曹阳组建十一运广东男足代表队。2007年，以广东全运队为骨干的广东日之泉足球俱乐部成立，曹阳担任主教练。2008年，曹阳带领日之泉从中乙联赛冲上中甲。2009年十一运会上，曹阳带领的广东队杀入决赛，不敌上海队，摘得银牌。执教日之泉五年，曹阳一直无法将球队带上中超。2012年，俱乐部定下升入中超联赛的目标，塞尔维亚人德拉甘·可可托维奇接替曹阳执掌广东日之泉，曹阳改任总经理。然而新赛季两轮之后，俱乐部就将可可托维奇解雇，曹阳代理主教练一职。7月28日，曹阳结束代理任期，重回总经理岗位，巴西教练里卡多接手球队。这时广东日之泉刚刚结束五连败，险些坠入降级区。里卡多上任后，日之泉的成绩没有起色，仍然无法摆脱降级危险。8月底，俱乐部决定将里卡多降为助理教练，曹阳重新当上了代理主教练。这时中甲联赛只剩下最后七轮。赛季末，广东日之泉保级成功。赛季结束后，曹阳离开了广东日之泉，加盟新成立的梅州客家足球俱乐部。

### 梅州客家
2013年，曹阳带领新成立的梅州客家队征战中国足球乙级联赛。预赛中球队排在南区第一，但是全国总决赛第一轮就被山东滕鼎淘汰。2014年，曹阳转任总经理。2016年7月19日，梅州客家主教练辞职，曹阳出任代理主教练。